# Klaus Täuber
Klaus Täuber (Erlangen, Alemania Occidental; 17 de enero de 1958 – 1 de julio de 2023) fue un futbolista y entrenador alemán de fútbol que jugó en la posición de delantero.

## Carrera

### Jugador
| Periodo   | Club                | Apariciones | Goles |
| --------- | ------------------- | ----------- | ----- |
| 1976–1980 | 1. FC Nürnberg      | 79          | 24    |
| 1980–1983 | Stuttgarter Kickers | 99          | 49    |
| 1983–1987 | FC Schalke 04       | 125         | 58    |
| 1987–1989 | Bayer 04 Leverkusen | 31          | 8     |

### Entrenador
| Periodo   | Club                |
| --------- | ------------------- |
| 1991–1992 | FC Rhade            |
| 1992–1993 | SSV Jahn Regensburg |
| 1995–2002 | FC Schalke 04 II    |
| 2004–2006 | Schwarz-Weiß Essen  |
| 2007–2010 | VfB Hüls            |
| 2010–2011 | SC Westfalia Herne  |

## Logros
- UEFA Cup (1): 1987/88